# Das Ende der Welt
Das Ende der Welt bezeichnet die in älteren Kulturen herrschende geografische Vorstellung, dass die Welt, in der sie lebten, an einem Punkt oder entlang eines Randes abrupt endet.

## Geografie
Diese Vorstellung ist typisch für Völker, die sich der kugelförmigen und somit quasi „endlosen“ Gestalt der Erde nicht bewusst waren. Sie veranlasste aber noch in der Zeit der Entdeckungen viele Kapitäne, vor der Umrundung Afrikas umzukehren. Die Vorstellung einer Erdscheibe war unter den Wissenschaftlern seit etwa 500 v. Chr. überwunden, unter weniger Gebildeten aber bis etwa 1500 weit verbreitet.
Umgangssprachlich bezeichnet das Ende der Welt heute einen besonders abgelegenen Ort.

## Verwendung in alten Kulturen
- Der Ferro-Meridian wurde um 100 nach Christus von Marinos von Tyros als Nullmeridian festgelegt – nach den kanarischen Inseln, dem damals bekannten westlichen Ende der Welt. 1884 wurde der Nullmeridian auf seinen heutigen Bezugspunkt Greenwich festgelegt.
- Kap Finisterre, 60 km von Santiago de Compostela entfernt, an der Costa da Morte in Galicien, galt im Mittelalter vor der Entdeckung Amerikas durch Christoph Kolumbus als das Ende der Welt.[1] Für die Jakobspilger lag dort das westlichste Ende der Zivilisation.
- Das südwestlichste Ende Europas am portugiesischen Cabo de São Vicente unweit der Stadt Sagres wurde ebenfalls früher als das Ende der Welt bezeichnet.[2]

## Heute verwendete Bezeichnungen

### Europa

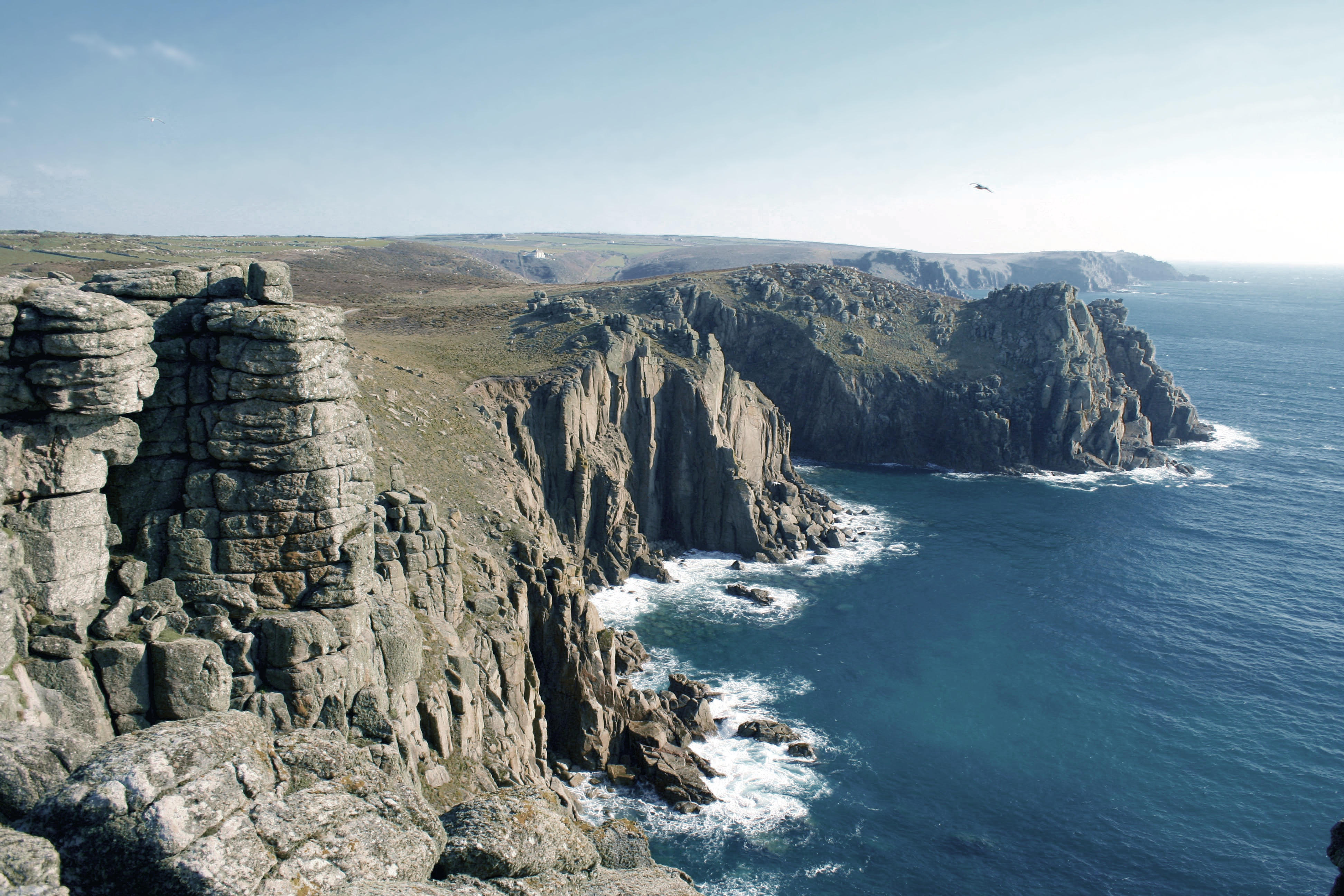
Land’s End, Cornwall

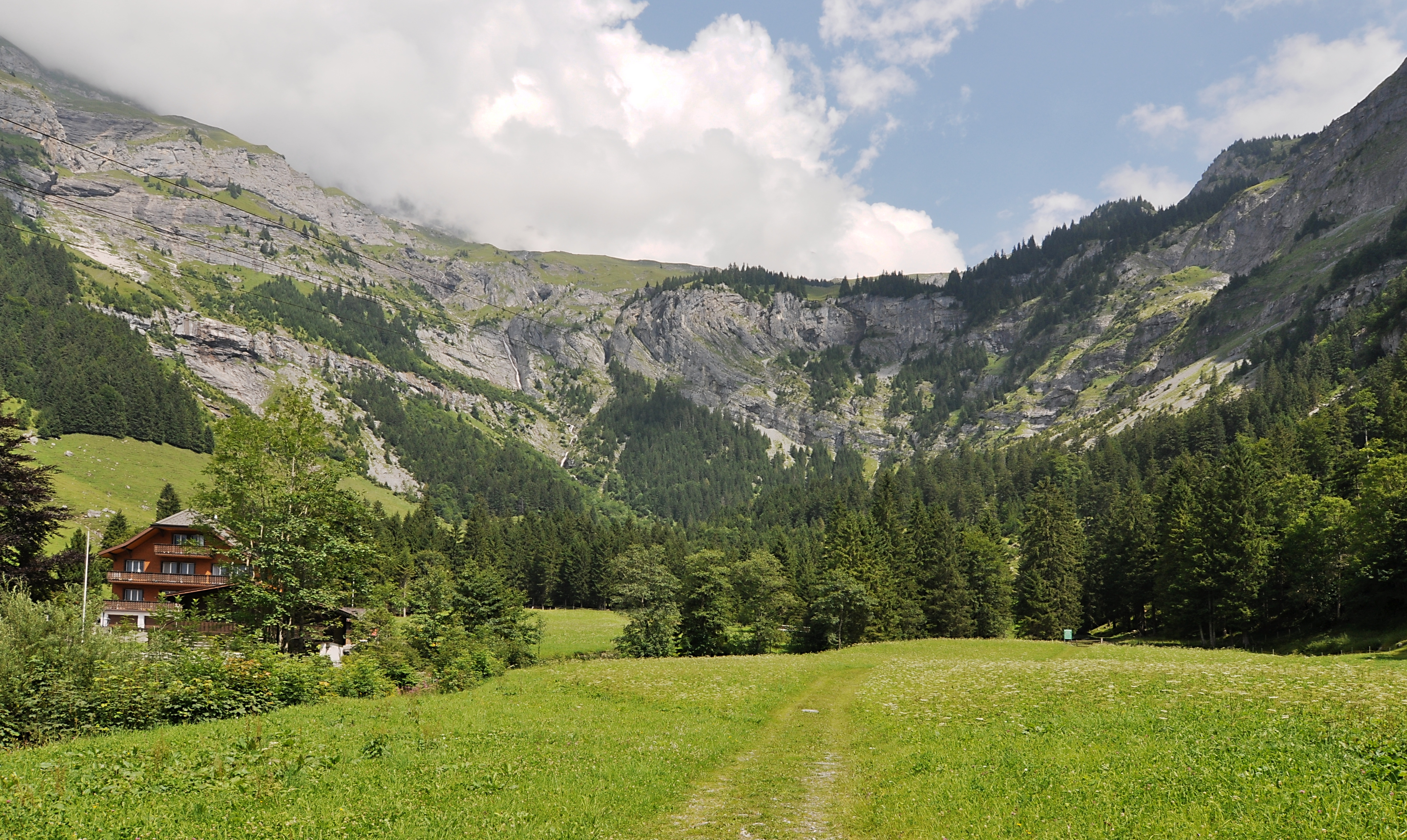
Das End der Welt bei Engelberg

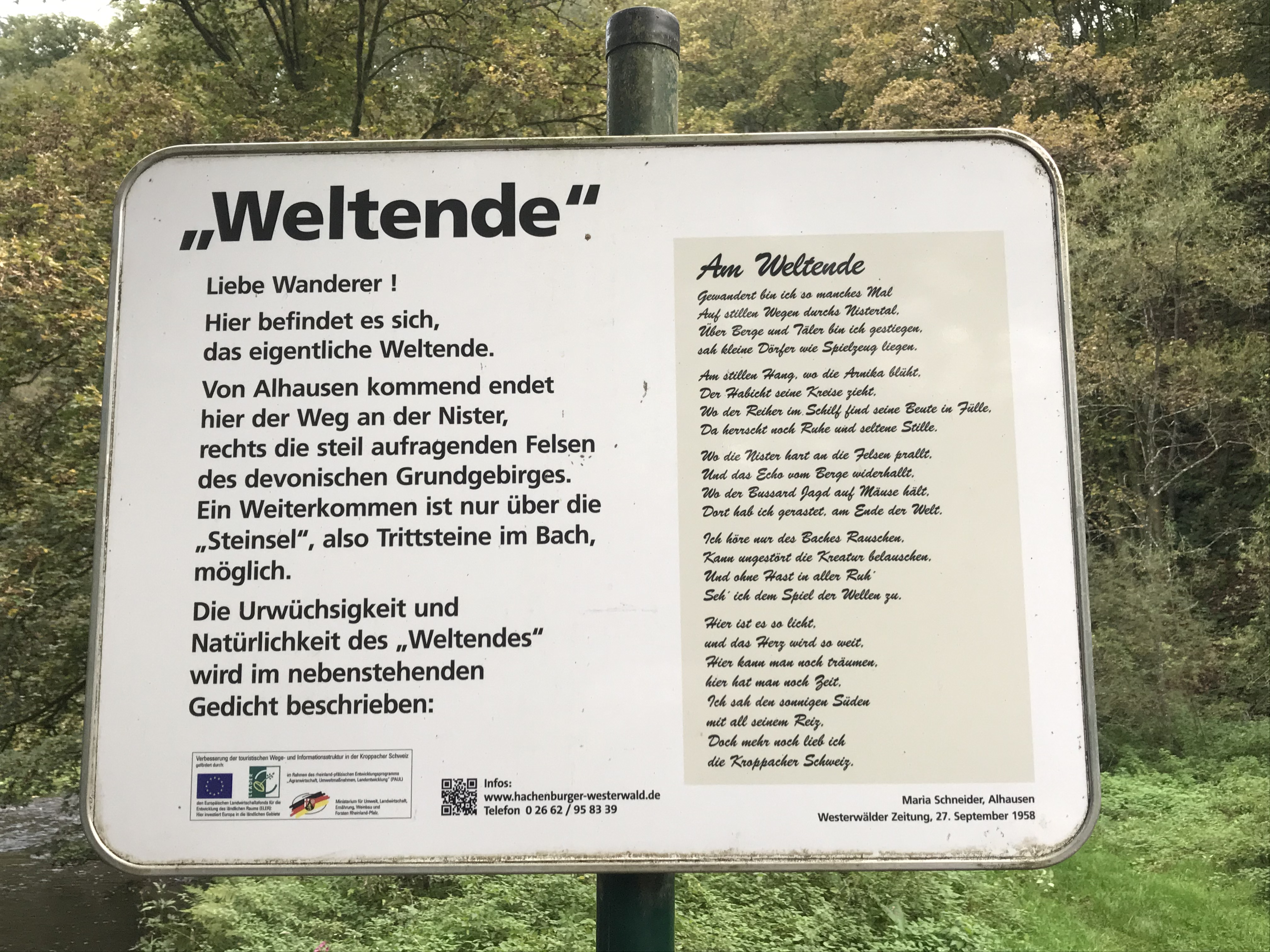
Hinweistafel am „Weltende“ bei Alhausen, Westerwald, Deutschland

- Das westlichste Département Frankreichs im Westen der Bretagne trägt den Namen Finistère, von lateinisch Finis terrae, Ende der Welt.
- Land’s End ist die Südwestspitze von England in der Grafschaft Cornwall.
- Eine Landspitze an der Westküste Galiciens heißt Cabo Fisterra.
- Am Oslofjord (Norwegen) wird in der Kommune Færder die Südspitze der Insel Tjøme Verdens Ende genannt, was auf Deutsch Ende der Welt bedeutet.
- Die Ebene in Magglingen (Schweiz), auf der ein Teil der Eidgenössischen Turn- und Sportschule steht, trägt diesen Namen.
- Bei Engelberg in der Schweiz wird das abrupte Ende des Horbistals als End der Welt bezeichnet.[3]
- Das Perspektiv in der Parkanlage von Schloss Schwetzingen wird im Volksmund als Ende der Welt bezeichnet.[4]
- In Deutschland wird eine Landzunge bei Alhausen, Gemeinde Stein-Wingert im Westerwald von der einheimischen Bevölkerung als „Weltende“ bezeichnet.

### Andere Kontinente
- An der Südküste Feuerlands, in der Nähe der Stadt Ushuaia befindet sich das Ende der argentinischen Bundesstraße 3, das als Fin del mundo, Ende der Welt, bezeichnet wird. Hier befindet sich auch der südlichste Endpunkt der Panamericana. Andererseits ist Kap Hoorn der südlichste Punkt des amerikanischen Kontinents und Puerto Toro die südlichste Siedlung. Es gibt zwei Touristikstraßen mit dem Namen der Route am Ende der Welt im Südkegel, eine in Chile und die andere in Argentinien.
- Aus heutiger und vor allem deutscher Sicht wird häufig Neuseeland als das Land am anderen Ende der Welt bezeichnet. Geografisch gesehen und mit einer Reisezeit von rund 30 Stunden liegt das Land von Europa aus am weitesten entfernt.[5][6]
- In China wird ein Strand an der Südküste Hainans als Ende der Welt bezeichnet. Der Name rührt daher, dass vor 1000 Jahren in Ungnade gefallene Staatsdiener dorthin verbannt wurden.[7]
- Das Kap der Guten Hoffnung bzw. Kapstadt in Südafrika werden als „das Ende der Welt“ bezeichnet.

## Literarische Bezeichnungen
- In Michael Endes Kinderbuch Jim Knopf und Lukas der Lokomotivführer verschlägt es die Protagonisten in eine Wüste mit dem Namen Ende der Welt.
- Wolfgang und Heike Hohlbein gaben einer Burg in dem Buch Märchenmond den Namen Weltende.